# Neuville, Corrèze
Neuville är en kommun i departementet Corrèze i regionen Nouvelle-Aquitaine i de centrala delarna av Frankrike. Kommunen ligger  i kantonen Argentat som tillhör arrondissementet Tulle. År 2022 hade Neuville 203 invånare.

## Befolkningsutveckling
Antalet invånare i kommunen Neuville
Referens:INSEE